# Jukka-Pekka Valkeapää
Jukka-Pekka Valkeapää (Porvoo, Finlàndia, 1977) és un director finlandès.
El seu primer llargmetratge, Muukalainen, es va presentar al CineMart (Festival Internacional de Cinema de Rotterdam), desenvolupat a la Cinéfondation del Festival Internacional de Cinema de Canes, i es va estrenar al Festival Internacional de Cinema de Venècia.
El seu segon llargmetratge, He ovat paenneet, es va presentar a Venècia i Toronto, i va ser nominat a set premis nacionals finlandesos, el Jussis, i premiat. en 4 categories.
El seu tercer llargmetratge, Koirat eivät käytä housuja va ser nominat 9 vegades per Jussis i va guanyar premis en 6 categories i va guanyar el Premi Noves Visions del LII Festival Internacional de Cinema Fantàstic de Catalunya.

## Filmografia
- Silmät kiinni ilman käsiä, 2000 (curtmetratge)
- Keinu, 2003 (curtmetratge)
- Muukalainen, 2008
- He ovat paenneet, 2014
- Koirat eivät käytä housuja, 2019
- Hetki lyö, 2022